# Youdith Imre
Youdith Imre, född 1929, är en etiopisk politiker.
Hon var assisterande utrikesminister 1966-71 och biträdande utrikesminister 1971-75. 
Hon var sitt lands första kvinnliga minister. 